# Волченко, Владимир Никитич
Влади́мир Ники́тич Во́лченко (12 июля 1927, Краснодар — 31 июля 2015, Москва) — советский и российский учёный, доктор технических наук, профессор, специалист в области теории технической диагностики, основоположник статистических методов управления качеством сварки, академик РАЕН, автор термина «Биоэнергоинформатика».

## Начало биографии
Родился в городе Краснодаре. В 16 лет окончил среднюю школу Кисловодска, получив аттестат с отличием, дававшим право поступления в любой ВУЗ без экзаменов. Он решает подать документы в МВТУ им. Н. Э. Баумана, но добраться туда к сентябрю 1943 года, из-за продолжавшихся на Северном Кавказе военных действий, не получилось. Владимир опоздал почти на три месяца. После разговора с Г. А. Николаевым — и. о. ректора МВТУ, его принимают на Экспериментальный Опытный Завод (ЭОЗ) училища, являвшийся оборонным предприятием. Он получает хлебные карточки и место в общежитии. В следующем, 1944 году, В. Волченко зачисляют на учёбу и в 1950 году он с отличием заканчивает институт по кафедре «Сварка». Далее в его судьбе была аспирантура, под научным руководством Г. А. Николаева, и защита диссертации кандидата технических наук в 1954 году.

### Увлечение альпинизмом
Во время обучения в МВТУ им. Н. Э. Баумана проявился интерес к альпинизму. Владимир Волченко совершает восхождения на Северную Ушбу (1949), Восточный Домбай-Ульген (1950), траверс Дыхтау-Коштантау (1951). В общей сложности им покорено около 350 вершин. В 1951 году получает звание Мастера спорта по альпинизму, а позже и Мастера спорта международного класса (МСМК). С 1954 по 1958 годы организует и руководит секцией альпинизма Металлургического института города Жданова. Отдел альпинизма Всесоюзного Совета Добровольного Спортивного Общества (ВС ДСО) Профсоюзов назначает его ответственным уполномоченным по безопасности горовосхождения в районах Кавказа, Памира и Тянь-Шаня.

## Научная деятельность
После защиты кандидатской диссертации, с 1954 по 1958 годы В. Н. Волченко работает проректором Ждановского металлургического института (ЖМИ). Сейчас это Приазовский государственный технический университет. Затем, переходит в Минсредмаш на должность главного инженера п/я 1036, называющегося сейчас НИКИМТ-Атомстрой. Здесь он связан с работой в области атомной энергетики, в том числе, с первой советской атомной подлодкой — «Ленинский комсомол», где был консультантом по безопасности ядерных объектов. Работа в отрасли имела весьма пагубные последствия для здоровья. В результате радиоактивного облучения на АЭС существенно пострадало зрение, что, в конечном итоге, вынудило сменить тип деятельности. К сфере его научных интересов, того времени, относилась прочность конструкций, технология машиностроения, специальные конструкции атомной и ядерной энергетики.
С 1962 года Владимир Никитич вновь возвращается в МВТУ им. Н. Э. Баумана, на кафедру «Оборудование и технология сварочного производства». В 1964 году он возглавляет группу «Контроля качества и диагностики сварных соединений». Под его руководством в 1968 году начинает свою карьеру и становится кандидатом технических наук будущий академик РАН — Н. П. Алёшин.
В 1972 году В. Волченко защищает диссертацию доктора технических наук. Его деятельность посвящена не только развитию физических методов технической диагностики. Владимир Никитич становится основоположником принципиально нового направления — статистических методов управления качеством сварки, которое получает как государственное, так международное признание. Результаты его работ вошли в учебные и справочные пособия по сварочному производству, а также стали основополагающими по соответствующим разделам теории прочности сварных конструкций.

### Некоторые научные публикации
- В. Н. Волченко Оценка и контроль качества сварных соединений с применением статистических методов. — М.: Изд-во стандартов, 1974. — 159 с.
- В. Н. Волченко, А. К. Гурвич, А. Н. Майоров, Л. А. Кашуба, Э. Л. Макаров, М. Х. Хусанов Контроль качества сварки / Под ред. В. Н. Волченко. — Учебное пособие для машиностроительных вузов. — М.: Машиностроение, 1975. — 328 с. — 40 000 экз.
- В. Н. Волченко Вероятность и достоверность оценки качества металлопродукции. — М.: Металлургия, 1979. — 88 с.
- В. Н. Волченко Контроль качества сварных конструкций. — М.: Машиностроение, 1986. — 152 с.
- В. Н. Волченко, Б. Ф. Демидов Производственная методика статистического регулирования качества сварных соединений // Журнал «Сварочное производство» 1989. № 11. С. 27-29.
- В. Н. Волченко, Н. Н. Коновалов Вероятностные расчёты норм дефектности сварных соединений при многоцикловом нагружении // Журнал «Сварочное производство» 1991. № 8. С. 27-30.

## Другие направления работ
В 1967 году ректором МВТУ им. Н. Э. Баумана Г. А. Николаевым создаётся Междисциплинарный инженерно-философический семинар «HOMO» (рус. Человек), кредо которого: «нетривиальность проблем, корректность материалов и дискуссий, компетентность авторов, цензура — только нравственная». Практически с первых дней его работы В. Волченко становится активным участником, а впоследствии и его руководителем. Деятельность семинара пробудила интерес к паранормальным явлениям и их исследованиям.
В разные годы Владимир Никитич участвует в изучении необычных способностей Розы Кулешовой, Джуны Давиташвили, Нинель Кулагиной, Ури Геллера, Натальи Дёмкиной и им подобных.
Постепенно в его деятельности появляется философский аспект, касающийся биоэнергоинформатики, который проходит апробацию на конференциях и семинарах, закрепляясь в публикациях. В качестве примера можно сослаться на статью «Неизбежность, реальность и постижимость Тонкого Мира», где, основываясь на духовной традиции и «разнообразных феноменах информационно-энергетического обмена», делается попытка обоснования существования этого Тонкого Мира.
Одним из результатов деятельности В. Волченко является разработка концепции биоэнергоинформационного обмена, предполагающего наличие во Вселенной креационистского общего замысла. Владимиром Никитичем был предложен и введён в оборот сам термин «Биоэнергоинформатика», возникший в 1988 году при подготовке к Первой Всесоюзной конференции «Энергоинформационный обмен в природе» (г. Москва):3,4. Заметен его вклад и в развитие вопросов экологической этики. Он стал одним из первых российских исследователей обратившихся к этой области. Книга «Миропонимание и экоэтика XXI века», выдержала два издания (2001, 2007). Также, определённый резонанс вызвали работы Владимира Никитича, касающиеся поиска «научной модели пространства», в которой нашлось бы место Творцу.
В. Н. Волченко являлся действительным членом РАЕН, ряда международных академий, членом редакционной коллегии журнала «Сознание и физическая реальность». В разные годы был президентом Международного общественно-научного комитета «Экология человека и энергоинформатика», возглавлял лабораторию «Биоэнергоинформатика».
Владимир Никитич многие годы руководил Междисциплинарным инженерно-философским семинаром «HOMO». В 2010 году, решением вновь избранного ректора МГТУ им. Н. Э. Баумана А. А. Александрова, семинар был закрыт. Последним докладом стало выступление Петра Гаряева посвящённое его теории «Волнового генома».

### Некоторые публикации
- В. Н. Волченко Неизбежность, реальность и постижимость тонкого мира // Журнал «Сознание и физическая реальность», № 1 (1-2), 2-14, 1996.
- В. Н. Волченко Информационная модель сознания в номогенезе: философский, естественнонаучный и социально-психологический аспекты // Журнал «Сознание и физическая реальность», № 1 (1,3) 1996.
- В. Н. Волченко Приятие Творца современной наукой // Журнал «Сознание и физическая реальность» Т.2, № 1,1997.
- В. Н. Волченко Миропонимание и экоэтика XXI века. Наука — Философия — Религия. М.: Изд-во МГТУ им. Н. Э. Баумана, 2001. — 432 с., — 1 000 экз., ISBN 5-7038-1825-7
- В. Н. Волченко В поисках тонкого мира // Журнал «Научно-технический вестник информационных технологий, механики и оптики», № 1(35), 2007.
- В. Н. Волченко Миропонимание и экоэтика XXI века. Наука — Философия — Религия. М.: Изд-во Возрождение, 2007. — 424 с., — 1 500 экз., ISBN 5-98212-019-7

## Награды и премии
- Орден Отечественной войны II степени, Медаль «За оборону Москвы», ряд других медалей
- Почётный работник высшего профессионального образования Российской Федерации
- Премия Совета Министров БССР
- Медаль Академии наук Молдавии
- Ряд ведомственных наград